# Granja Nova e Vila Chã da Beira
Granja Nova e Vila Chã da Beira (oficialmente: União das Freguesias de Granja Nova e Vila Chã da Beira) é uma freguesia portuguesa do município de Tarouca, com 13,54 km² de área e 429 habitantes (censo de 2021). A sua densidade populacional é 31,7 hab./km².

## História
Foi criada aquando da reorganização administrativa de 2012/2013, resultando da agregação das antigas freguesias de Granja Nova e Vila Chã da Beira.

## Demografia
A população registada nos censos foi:
| Distribuição da População por Grupos Etários | Distribuição da População por Grupos Etários | Distribuição da População por Grupos Etários | Distribuição da População por Grupos Etários | Distribuição da População por Grupos Etários | Distribuição da População por Grupos Etários |
| -------------------------------------------- | -------------------------------------------- | -------------------------------------------- | -------------------------------------------- | -------------------------------------------- | -------------------------------------------- |
| Antes da agregação                           |                                              |                                              |                                              |                                              |                                              |
| Ano                                          | 0-14 anos                                    | 15-24 anos                                   | 25-64 anos                                   | >= 65 anos                                   | Total                                        |
| 2001                                         | 124                                          | 82                                           | 287                                          | 151                                          | 644                                          |
| 2011                                         | 75                                           | 65                                           | 291                                          | 135                                          | 566                                          |
| Após a agregação                             |                                              |                                              |                                              |                                              |                                              |
| Ano                                          | 0-14 anos                                    | 15-24 anos                                   | 25-64 anos                                   | >= 65 anos                                   | Total                                        |
| 2021                                         | 47                                           | 29                                           | 210                                          | 143                                          | 429                                          |